# دالريادا

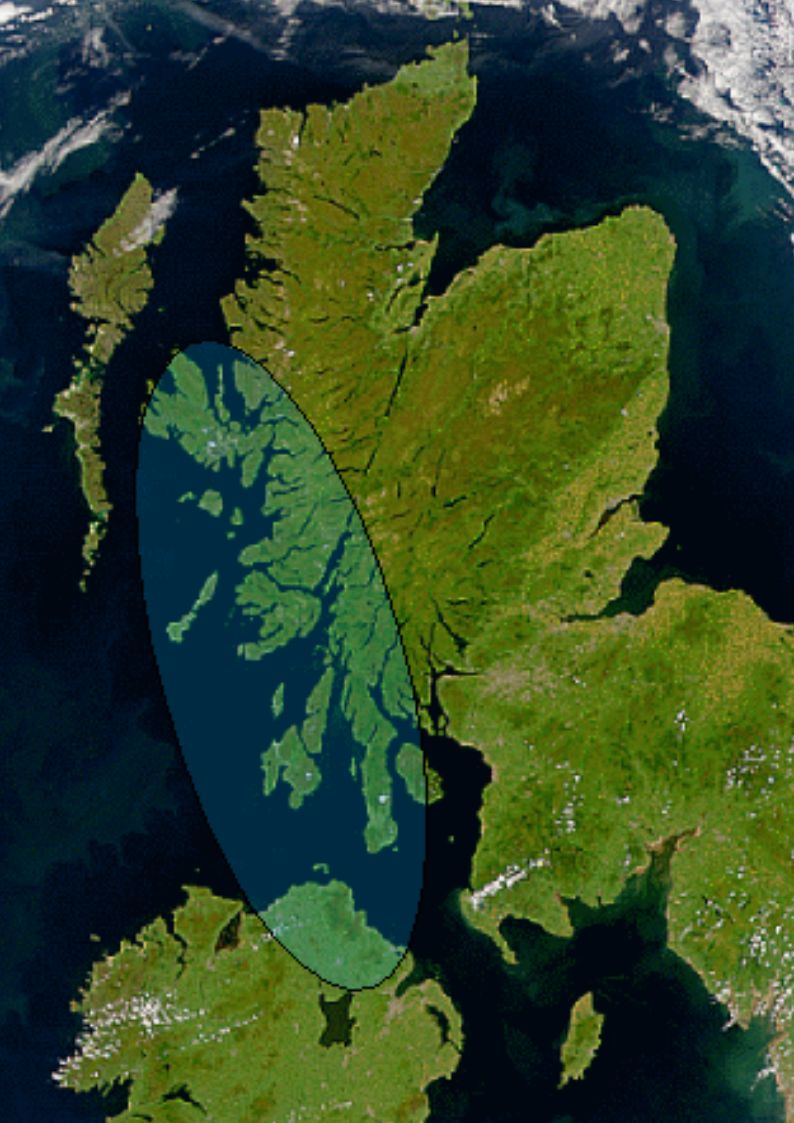
صورة من الفضاء لاسكتلندا تبين المنطقة التي سيطرت عليها مملكة دالريادا

دالريادا Dalriada (وتهجأ أيضا دال رياتا Dál Riata أو دال ريادا Dál Riada) هي مملكة غالية شملت أجزاء من غرب اسكتلندا وشمال شرق أيرلندا على جانبي القناة الشمالية. بلغت أوجها في أواخر القرن السادس وأوائل القرن السابع، وشملت تقريبا مناطق أرغيل الحالية في اسكتلندا وجزء من مقاطعة أنترم في منطقة أولستر الأيرلندية.
تألفت المنطقة في أرغيل من أربع عشائر رئيسية وكل منها لها زعيم خاص:
- كينيل لورن Cenél Loairn (عشيرة لورن) في الشمال ووسط أرغيل، والذين أعطوا اسمهم لمنطقة لورن[1]
- كينيل نينغوسا Cenél nÓengusa (عشيرة أنغوس) في إيسلي
- كينيل نغابراين Cenél nGabráin (عشيرة غابران) مقرها في كينتاير
- كينيل كومغيل Cenél Comgaill (عشيرة كومغال) ومقرها في شرق أرغيل، والتي أعطت اسمها لمنطقة كوال[1]

غالبا ما تشير المصادر اللاتينية إلى سكان دالريادا باسم سكوتي (Scoti)، وهو الاسم الذي أطلقه الكتاب الرومان واليونانيون أصلا على الايرلنديين الذين أغاروا على بريطانيا الرومانية. وأشار الاسم لاحقا للمتحدثين بالغالية سواء من أيرلندا أو في أي مكان آخر. يشار إليهم أيضا باسم «الغالين» أو «الدالرياديين».
ويعتقد أن عاصمتها كانت حصن دوناد. وشملت الحصون الملكية الأخرى دونولي، ودونافرتي، ودونزيفريك. وكان بها دير أيونا الذي لعب دورا رئيسيا في نشر المسيحية الكلتية في جميع أنحاء شمال بريطانيا، وفي تطوير فن الجزر البريطانية. كانت جزيرة أيونا مركزا للعلم وأنتجت العديد من المخطوطات الهامة. كما ارتبطت ثقافة دالريادا بالبحر وامتلكت أسطولا بحريا كبيرا.
ويقال أن دالريادا تأسست على يد الملك الأسطوري فيرغوس مور (فيرغوس الكبير) في القرن الخامس. وصلت أوجها تحت حكم أيدان ماك غابراين (حكم 574-608). خلال عهده زاد نفوذ دالريادا وسلطتها؛ وشنت حملات بحرية على جزر أوركني وجزيرة مان، وهاجمت مملكة ستراثكلايد ومملكة برنيسيا. إلا أن الملك إثيرفريث من برنيسيا أوقف تقدمها في معركة ديغساستان في عام 603. كما تلقت هزائم شديدة في أيرلندا واسكتلندا في عهد دومنال بريك (توفي 642) فانتهى عصر دالريادا الذهبي، وأصبحت المملكة تابعة لنورثمبريا لفترة من الزمن. في عقد 730 قاد الملك البيكتي أنغوس الأول حملات ضد دالريادا وأخضعها لسلطان البكتيين بحلول العام 741. هناك خلاف حول ما حل بالمملكة في أواخر القرن الثامن فصاعدا. لم يرى الباحثون أن دالريادا استعادت قوتها بعد فترة طويلة من الهيمنة الأجنبية (من حوالي 637 إلى حوالي 750 أو 760)، في حين شهد آخرون أنها استعادت شيئا من قوتها في عهد أيد فيند (736-778). بل إن البعض يزعم أن دالريادا احتلت مملكة فورتريو. من عام 795 فصاعدا شهدت المنطقة غارات متفرقة من الفايكنغ. يحتمل أن يكون هناك اندماج بين عرشي دالريادا والبيكتيين في القرن التالي. وتقول بعض المصادر أن كيناد ماك أيلبين (كينيث ماك ألبين) كان ملك دالريادا قبل أن يصبح ملك البيكتين في عام 843، بعد تلقي البيكتيين هزيمة كارثية على يد الفايكنج. انتهى استقلال المملكة في وقت لاحق عندما اندمجت مع البيكتيين لتشكل مملكة ألبا.